# 妹 (映画)
『妹』（いもうと）は、1974年（昭和49年）8月14日公開の日本映画。カラー・ワイド・上映時間92分。藤田敏八監督作品。かぐや姫のヒット曲をモチーフにした青春映画。日活ニュー青春映画3部作（青春フォーク3部作）第2弾（第1弾「赤ちょうちん」・第3弾「バージンブルース」）。

## あらすじ
両親を亡くし、東京で学生相手の引越し屋を営む小島秋夫。同棲相手・こうぞうと別れた妹・ねりが、鎌倉から帰って来て兄妹2人の生活が始まる。翌朝、小島家に現れたこうぞうの妹・和田いづみが、ねりに「兄さんがいなくなった。どこに隠したの？」と詰め寄る。「彼のことは知らない」と答えたねりはケンカになるが、秋夫がいづみに「自分の家のことは自分で対処してほしい」と告げて帰ってもらう。
秋夫は細々と引越しの仕事をし、ねりは買い物や家事をしながら数日が過ぎる。母の命日を迎え、自宅で両親の写真を見ながらねりと秋夫が思い出話で懐かしんでいたところ、電話がかかってくる。電話の相手はこうぞうの兄（次兄）で、応対した秋夫は「もう終わったこと」として電話を切る。しかし翌日、ねりは次兄づてに呼び出され、東京に住むこうぞうの兄（長兄）宅できょうだい（こうぞうを除いた4人）から彼の居所などを尋ねられる。
帰宅後、ねりは秋夫にこうぞうのきょうだいから質問攻めにあったことを伝えると、兄からこうぞうとの復縁を尋ねられるが、「嫌！」と拒否する。そんな中秋夫は、近々自宅の立ち退きすることが決まり、自分のことよりねりの今後を心配し始める。ねりの生活場所を作ってあげたい秋夫はいづみに会いに行き、鎌倉でねりを引き取ってくれるよう頼む。
秋夫がいづみと会ってきたことを知ったねりは機嫌を損ね、しばらく知人宅に身を寄せることに。しかし後日ねりは新聞でこうぞうの兄（長兄）の一家心中のニュースを知り、訪ねてきた秋夫の迎えで帰宅する。ねりは、秋夫から「お前とこうぞうの兄とは親族のようなものだから、葬儀に行った方がいい」と言われる。翌日ねりは母の喪服で参列し、こうぞうのきょうだいたちは長兄の突然の死にショックを受け、結局こうぞうは葬儀にも現れなかった。
ねりが帰宅すると、秋夫から1週間後に自宅を立ち退く話を聞かされ、寂しさを募らせる。押入れから母の花嫁衣装を出した秋夫は、ねりに「それ持って鎌倉で暮らせ。いつかこうぞうが帰ったら結婚すればいい」と励ます。秋夫に付き添われて写真屋に行ったねりは、花嫁姿で写真を撮ってもらった後、兄に「お世話になりました」と告げる。翌週ねりと秋夫がそれぞれ旅立った後、小島家の家屋が取り壊されるのだった。

## キャスト
小島ねり
演 - 秋吉久美子
19歳。鎌倉のアパートで恋人・こうぞうと暮らしながら、彼の自宅兼ブティックで働いていたが、彼のことが嫌いになったため冒頭で東京の実家に戻って来る。自由気ままな性格で、年齢より子供っぽい所があるが、時にそばに秋夫がいるのもお構いなしに風呂上がりに裸で過ごす大胆な所もある。星座は、乙女座。こうぞうとの破局は、本人の言い分としては「（彼の妹の）いづみに原因がある」とのこと。破局後もいづみや、その他こうぞうのきょうだいたちと会って、彼の居所を巡って色々と尋ねられる。
小島秋夫
演 - 林隆三
ねりの兄。新宿区早稲田の一軒家で暮らしている。両親は既に亡くなっており、実家に戻ってきたねりと2人暮らしをする。自宅は過去に両親が「ワセダ毎日食堂」という食堂を営んでいたが、現在は店内に使われなくなった不用品や段ボール箱が雑然と置かれている。「毎日食堂」の配達用だった軽トラック（白色の三菱・デリカ）を使って個人で小規模な引越し業をしている。妹想いな性格で、こうぞうと破局したねりの今後の生活を心配し始める。
好きな食べ物は、ニンジンとピーマンとたくあん。嫌いな食べ物は、じゃがいもとキャベツ。口ひげを生やしていたが、冒頭で剃る。若い男ということもあって女好きだが、本人は「きっと俺には淫蕩な血が流れてるんだな」と称している。
和田いづみ
演 - 吉田由貴子（現：北河多香子）
こうぞうの妹（和田家の次女）。鎌倉で自営業をする自宅兼店舗で暮らしながら、店主として働いている。ねりと破局したこうぞうの居所が分からず、彼女が何か知っていると思って東京の小島家を訪ねてくる。対応した秋夫が仕事に行く時間だったため、彼に車に乗せられて車中で会話するが、荷台から現れたねりと一悶着起こす。こうぞうが家を出たのは、「ねりが何か言ったかしたに違いない」と疑っている。
こうぞう
ねりの恋人だったが、破局後にきょうだいにも行き先を告げずに鎌倉の自宅から失踪した。過去に父親に開店資金をせびってブティック「おいで」の経営を始めた後、ねりと付き合い出した。アパートでねりと暮らしながら、通いで実家のブティック（実際には小物雑貨や下駄などを扱う異国情緒あふれる雑貨店）で働いていた。
山本ミナコ
演 - 吉田日出子
秋夫の女友だち、または恋人。詳細は不明だが、外で働いている。ねりと同じく乙女座。以前から秋夫からねりの話を色々と聞かされてきた。秋夫の自宅の元店舗だった1階に不用品が置かれているため、時々厚意で掃除や整理に訪れている。ある日一人で整理してたところ、買い物から帰宅したねりと初対面する。合気道三段で、1週間に1度秋夫の自宅近くの道場に出稽古に来ている。明るいサバサバした性格。後日ねりが秋夫とケンカして居づらくなったため、彼女の居候先として岩上家に案内する。
和田一夫
演 - 伊丹十三
こうぞうの兄（和田家の長男）。原宿のマンションで自宅兼事務所「BIRDS STUDIO」を構え、妻と赤ん坊と暮らしている。自宅で鉛筆で描く一色のみのグラフィックデザイナーらしき仕事をしている。こうぞうの居所を探るきょうだいの話し合いでは、仕事の締め切りが迫っているため絵を書きながら「こうぞうのことはほっときゃいいんだよ」と言う。後日自宅を訪ねてきた秋夫から、鎌倉でねりが暮らせるよう他のきょうだいへの根回しを頼まれる。しかし数日後自宅で一家心中の遺体として発見される。
和田研二
演 - 村野武範（特別出演）
こうぞうの兄（和田家の次男）。ねりとの破局以降、こうぞうがどこかへ行ってしまい、約1週間後に小島家に電話をかけるが、秋夫から「もう終わった話」として電話を切られる。埒が明かないため数日後にねりと東京で会い、こうぞうの居所を知る手がかりを得るため、きょうだいが待つ一夫の自宅で彼女と会話をする。きょうだいの話し合いでは、「こうぞうは、今別の女性の所にいて甘い生活を始めた」との考えを述べる。
和田英子（えいこ）
演 - 藤田弓子
こうぞうの姉（和田家の長女）。ラジオ局で番組制作スタッフとして働く。現在は深夜の若者向け番組を担当し、視聴者投稿のハガキを全て目を通すようにしている。このため、こうぞうに関してきょうだいの話し合いの場に訪れたねりに「あなたぐらいの歳の人の気持ちがすごく分かるの」と理解を示す。
岩上とよ
演 - 初井言栄
ミナコの叔母または伯母。電車の沿線にある自宅で小さな飲食店を開いている。ある日ミナコから頼まれて、秋夫とケンカして少しの間家を出てきたねりを自宅で預かる。後日の新聞で、和田一夫が自宅で一家心中した記事をねりに見せる。
岩上みどり
演 - 片桐夕子
ミナコのいとこ。トルコ嬢（ソープ嬢）。作中では、右手が腱鞘炎になったため仕事を休み、自宅2階で過ごしている。岩上家でしばらくの間居候することになったねりと会話をして過ごす。
女子大生
演 - ひし美ゆり子
秋夫がする引っ越し業の客。新居のアパートに、秋夫に家具や日用品などを運び込んでもらう。作業終わりに軽トラックでの運搬時に安全運転だったことを褒める。今は金欠らしく引っ越し代を身体で払おうとする。
写真屋
演 - 藤原釜足
秋夫が暮らす地元のヤマダ写真館の主人で、彼とも顔なじみ。自営業をしながら、客がいない時間は店先で飼う2匹の中型犬と戯れている。ある朝店の前の道路を掃き掃除していたところ、軽トラックに乗った秋夫が通りがかかるが、彼の口ひげがなくなっていることに気づいて声をかける。後日花嫁衣装を着たねりの写真を撮る。
男
演 - 山田つぐと（山田パンダ）
刑事。和田一夫の一家心中の現場で調査にあたる。現場に残された「空」と書いた文字を見て「ずいぶん下手な字だな」と感想を述べる。一夫の思想的繋がりを洗って見た方がいいと主張する。
刑事
演 - 浜口竜哉
和田一夫の一家心中の現場で調査にあたる。現場に残された「空」と書いた文字を“そら”と読んだ男（山田パンダ扮する刑事）に「“そら”じゃなくて“くう”と読むんだろう」と答える。その紙の裏には、「呪」の文字が書かれていたことから、一夫の遺書と推測する。
鑑識係
演 - （役者名不明）
和田一夫の一家心中の現場で調査にあたる。現場の状況から、一夫が睡眠薬自殺をした後、発見した妻が赤ん坊を殺して自らもガス中毒で後追いしたと見立てる。
やくざ
演 - 高橋明（やくざＡ）、溝口拳（やくざＢ）
白いスーツと、黒いスーツを着た地上げ屋。白いスーツのヤクザはやや穏やかな口調ながら秋夫を脅し、20日以内に立ち退きするよう迫る。黒いスーツのヤクザは武闘派で秋夫に暴力を振るうが反抗されたため、ガレージに停めてあった軽トラックに乗って周りの物にぶつける。
秋夫の級友の妹
演 - 沢田みゆき
勤め人
演 - 玉井謙介
刑事Ａ
演 - 雪丘恵介
刑事Ｂ
演 - 野村隆
バーの客
演 - 桂小かん
　　〃　
演 - 榎木兵衛

## スタッフ
- 監督 - 藤田敏八
- プロデューサー - 岡田裕
- 脚本 - 内田栄一
- 製作担当者 - 青木勝彦
- 撮影 - 萩原憲治
- 美術 - 横尾嘉良
- 録音 - 紅谷愃一
- 照明 - 松下文雄
- 編集 - 井上治
- 助監督 - 八巻晶彦
- 音楽 - 木田高介
- 製作 - 日活株式会社

## 主題歌
- かぐや姫 - 「妹」(クラウン・レコード)

## 劇中曲
「風」
作詞 - 北山修 / 作曲 - 端田宣彦 / 原曲は、はしだのりひことシューベルツが歌唱した。
軽トラックで仕事に出かけた秋夫が、カーラジオで聞くラジオの音楽番組「歌のない歌謡曲」で、この曲のインストゥルメンタルが流れる。
「うそ」
作詞 - 山口洋子 / 作曲 - 平尾昌晃 / 原曲は、中条きよしが歌唱した。
秋夫が引っ越し作業をしてくれたお礼に、女子大生がアパートそばの自動販売機に向かうシーンでこの歌を鼻歌で歌う。
「曇り空」
作詞・作曲 - 荒井由実 / 原曲は、荒井由実（現:松任谷由実が歌唱した。
ねりと研二が会話をする喫茶店の店内BGMとして流れれる。
「星の流れに」
作詞 - 清水みのる / 作曲 - 利根一郎 / 原曲は、菊池章子が歌唱した。
岩上家の居候から自宅に戻ったねりが、布団の上で口ずさむ。

## 映像ソフト
- 1998年2月6日、日活からVHSが発売された。
- 2004年5月7日、日活からDVDが発売された。
- 2012年9月4日、日活からHDリマスター版DVDが発売された。

## 併映作品
- 『黒い牝豹M』